# Allucinosi
Per allucinosi si intende quella percezione allucinatoria della quale il soggetto riconosce la natura patologica. Esse si presentano in condizioni: sia fisiologiche come quelle caratterizzanti i contenuti onirici del sonno e la fase I  (addormentamento); sia in condizioni patologiche nelle quali esse risultano allucinazioni elementari (uditive o visive). Queste ultime sono frequentemente connesse a patologie organiche, tossiche (intossicazione da alcool (vedi allucinosi alcolica) o altre sostanze), neoplasie del tronco encefalico, angiopatie, traumi cranici chiusi, epilessie e malformazioni cerebrali ecc. .